# Лужское городское поселение

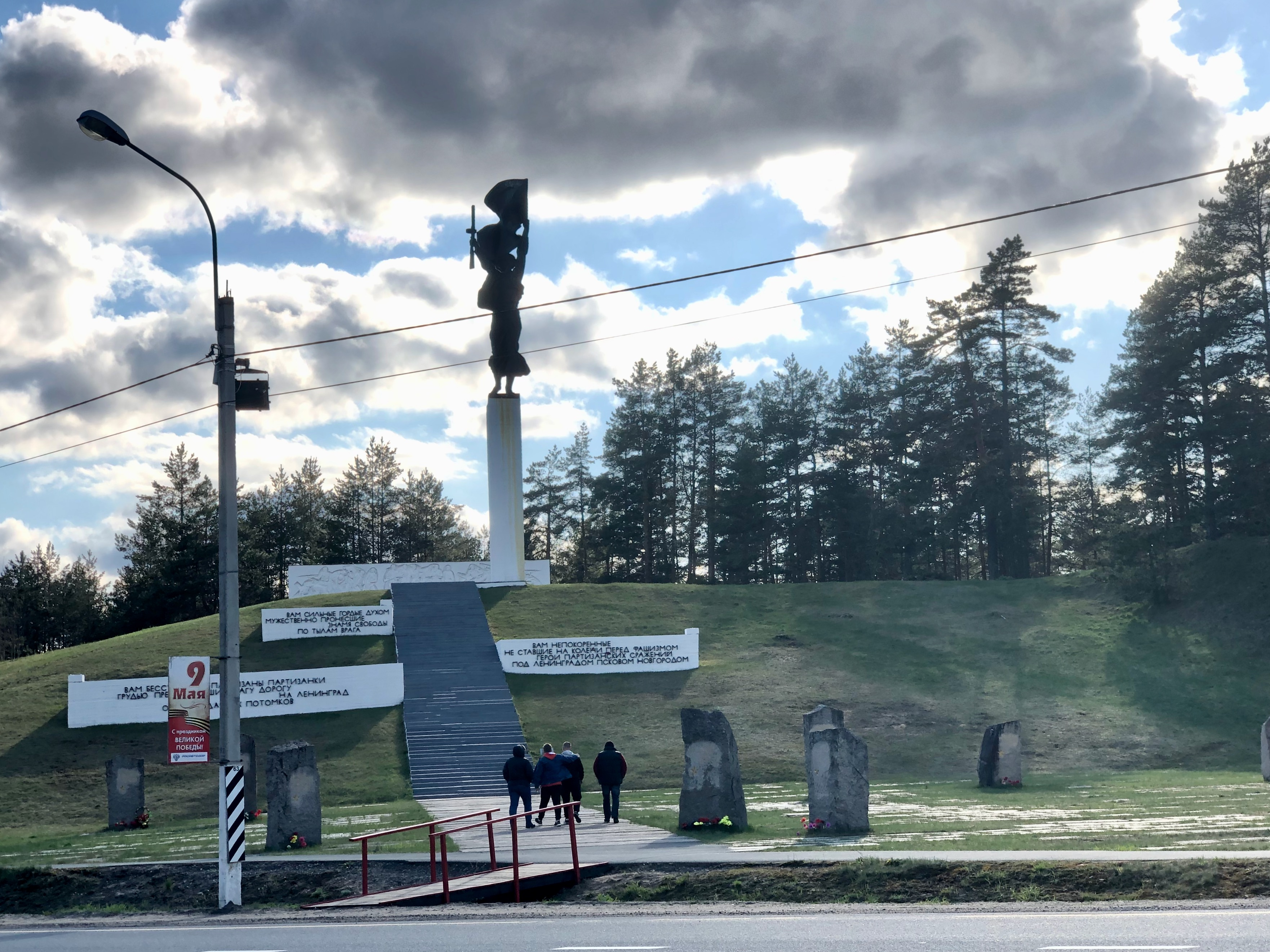
Партизанская слава

Лу́жское городско́е поселе́ние — муниципальное образование в южной части Лужского района Ленинградской области. Административный центр — город Луга. На территории поселения находятся 5 населённых пунктов — 1 город, 2 посёлка, 1 кордон и 1 деревня.

## Географические данные
Граничит:
- на севере с Толмачёвским городским поселением
- на востоке с Заклинским сельским поселением
- на юго-востоке с Дзержинским сельским поселением
- на юге со Скребловским сельским поселением
- на юго-западе с Серебрянским сельским поселением
- на западе с Волошовским сельским поселением

По территории поселения проходят автодороги:
- Р23 «Псков» (E 95, Санкт-Петербург — граница с Беларусью)
- 41К-146 (пос. Городок — Серебрянский)
- 41К-675 (Луга — Санаторий «Жемчужина»)

### Природа
Рельеф территории равнинный, абсолютные высоты 0-150 метров над уровнем моря.
Климат умеренно континентальный. Средняя температура июля 17°С, января — −8°С. Среднегодовое количество осадков 600—700 мм.
По территории поселения протекает река Луга.
Почвы среднеподзолистые и слабоподзолистые.
Леса коренные, сосновые. Уровень лесистости средний.

## История
Лужское городское поселение образовано 1 января 2006 года в соответствии с областным законом Ленинградской области № 65-оз от 28 сентября 2004 года «Об установлении границ и наделении соответствующим статусом муниципального образования Лужский муниципальный район и муниципальных образований в его составе».
В состав поселения вошёл город Луга, из Заклинской волости кордон Глубокий Ручей и посёлок Санаторий «Жемчужина», из Межозерной волости посёлок Пансионат «Зелёный Бор» и деревня Стояновщина.

## Население
| 2006    | 2010    | 2011    | 2012    | 2013    | 2014    |
| ------- | ------- | ------- | ------- | ------- | ------- |
| 39 700  | ↘39 172 | ↘38 822 | ↘38 350 | ↘37 892 | ↘37 333 |
| 2015    | 2016    | 2017    | 2018    | 2019    | 2020    |
| ↘37 047 | ↘36 695 | ↘36 328 | ↘35 769 | ↘35 526 | ↘35 133 |
| 2021    | 2023    | 2024    | 2025    |         |         |
| ↗39 000 | ↘38 127 | ↘37 600 | ↘37 029 |         |         |

## Состав городского поселения
В состав Лужского городского поселения входят 5 населённых пунктов:
| № | Населённый пункт        | Тип населённого пункта        | Население      |
| - | ----------------------- | ----------------------------- | -------------- |
| 1 | Глубокий Ручей          | кордон                        | ↘16 (2017)     |
| 2 | Луга                    | город, административный центр | ↘36 454 (2025) |
| 3 | Пансионат «Зелёный Бор» | посёлок                       | ↘464 (2017)    |
| 4 | Санаторий «Жемчужина»   | посёлок                       | ↘54 (2017)     |
| 5 | Стояновщина             | деревня                       | ↗13 (2017)     |

## Власть
Представительную власть в поселении осуществляет Совет депутатов, состоящий из 20 депутатов, избираемых жителями поселения по одномандатным округам. Совет депутатов района возглавляет глава поселения, выбираемый Советом из своих рядов. С 1 января 2010 года главой поселения является Самородов Сергей Эдвардович.
Исполнительную власть в поселении осуществляет администрация. Глава администрации назначается Советом депутатов из числа кандидатов, отобранных специальной конкурсной комиссией, члены которой назначаются Советом депутатов поселения и губернатором Ленинградской области. С 1 января 2006 года главой администрации поселения является Бакунев Владимир Валентинович. У него есть 2 заместителя.
В состав администрации входят следующие структурные подразделения:
- Отдел финансов
- Отдел экономики и инвестиций
- Отдел управления муниципальным имуществом
- Отдел по организационным и общим вопросам
- Юридический сектор
- Отдел бухгалтерского учета
- Отдел жилищно-коммунального хозяйства
- Сектор по учету и распределению жилья
- Отдел архитектуры и градостроительства

## Экономика
Промышленные предприятия сосредоточены в городе Луга:
- ОАО «Лужский абразивный завод»
- ОАО «Лужский завод „Белкозин“»
- Потребительское общество «Лужский консервный завод»
- ОАО «Лужский комбикормовый завод»
- ООО «Петербургское стекло»
- ОАО «Лужский молочный комбинат»
- ОАО «Лужский мясокомбинат»
- ООО «Лужское УПП „Бриз“ ВОС»
- ЗАО «Лужский трикотаж»
- ЗАО «НЕТМА» (производство синтепона, одеял, подушек)
- ЗАО «ЭЛАСтранс» (производство металлических конструкций)
- ОАО «Лужский горно-обогатительный комбинат»

## Транспорт
По территории поселения проходят 2 железнодорожные линии:
- Санкт-Петербург — Луга — Псков. Имеются станции Разъезд Генерала Омельченко, Луга I, а также остановочный пункт 144 км
- Луга — Великий Новгород. Имеются станции Луга I, Луга II.

По территории поселения проходят следующие автомобильные дороги:
- М20 (E 95) Санкт-Петербург — Псков — граница с Беларусью
- Р47 Луга — Великий Новгород
- Н168 Луга — Санаторий «Жемчужина»

По территории поселения проходит большое количество регулярных автобусных маршрутов.

## Достопримечательности
Основные достопримечательности поселения сосредоточены в Луге:
- Историко-краеведческий музей
- Костёл святого Николая
- Собор во имя Воскресения Христова
- Собор во имя святой великомученицы Екатерины
- Собор во имя Казанской иконы Божией Матери
- Мемориальный комплекс ополченцам и защитникам Лужского рубежа
- Памятник «Партизанская слава»
- Узкоколейный паровоз-памятник